# 1990 na música
O ano de 1990 na música foi marcado por vários acontecimentos, como no dia 20 de outubro de 1990, quando a emissora MTV entrava no ar no Brasil e o dia 12 de abril do mesmo ano, quando Steven Adler foi expulso da banda Guns N' Roses.

## Eventos
- 12 de abril - o baterista Steven Adler é expulso da banda estadunidense Guns N' Roses por alto consumo de heroína, processa a banda e arranca cerca de 2,5 milhões de dólares estadunidenses da banda.
- A 20 de outubro, a emissora MTV entra no ar no Brasil.
- 25 de novembro - Foi criada, em Fortaleza, no Ceará, a banda de forró Mastruz com Leite. A partir de então, nascia um novo estilo de se fazer forró, incorporando, ao trio sanfona, zabumba e triângulo, guitarra, Bateria, baixo, teclado e sax. Com isso, o grupo ganhou o gosto popular e levou, aos poucos, o novo forró do Ceará para o resto do país.

## Álbuns
- Xuxa Em Espanhol, lançado do Brasil, em 1990 pela Som Livre.
- A banda Ultraje a Rigor lança o quarto álbum, Por que Ultraje a Rigor?, e continua na gravadora WEA.
- 19 de março - o Depeche Mode lança o seu sétimo álbum de estúdio, "Violator". Este álbum é mencionado no livro "1001 Albums You Must Hear Before You Die"
- 1 de abril - The Afghan Whigs lança seu segundo álbum de estúdio, Up in It.
- 13 de abril - Green Day lança seu primeiro álbum: 39/Smooth.
- 16 de maio - Ice Cube lança seu primeiro álbum solo após sua saída do grupo N.W.A: , AmeriKKKa's Most Wanted.
- No mês de junho, a banda de rock UHF lança o álbum Este Filme - Amélia Recruta.
- 12 de junho - Mariah Carey lança seu álbum de estréia auto-intitulado Mariah Carey.
- 19 de julho - A banda Mother Love Bone lança o seu único álbum de estúdio, Apple, depois da morte de seu vocalista Andrew Wood.
- 24 de julho - a banda americana de thrash metal Pantera lança seu quinto álbum, Cowboys from Hell, considerado, por muitos, o verdadeiro primeiro álbum da banda, já que, nele, a banda deixa de lado o glam metal, mostrando, assim, os primeiros traços de thrash metal.
- 7 de agosto - Jon Bon Jovi lança seu primeiro álbum solo: Blaze of Glory, trilha sonora do filme Young Guns II.
- 3 de setembro - a banda de heavy metal Judas Priest lança o seu décimo álbum de estúdio: Painkiller, considerado, pelos fãs da banda, o melhor álbum deles.
- 24 de setembro - a banda de thrash metal Megadeth lança o seu quarto álbum de estúdio: Rust in Peace, considerado, por muitos, o melhor álbum da banda e um dos maiores clássicos do heavy metal.
- Em outubro, é editado Julho, 13, o segundo álbum ao vivo da banda de rock UHF.
- 1 de outubro - a banda de heavy metal inglesa Iron Maiden lança o álbum No Prayer for the Dying, criticado por muitos fãs da banda e sendo tachado como o pior disco que eles já haviam feito.
- 10 de outubro - A cantora mexicana Thalía lança seu primeiro álbum solo homônimo, produzido por Alfredo Diaz Ordaz.
- 22 de outubro - O grupo A-ha lança o álbum East of the Sun, West of the Moon.
- 6 de novembro - A banda alemã Scorpions lança seu décimo primeiro álbum, contendo o supersucesso Wind of Change, que ficou várias vezes entre as primeiras canções da semana e se transformou numa das maiores músicas do grupo.
- 6 de novembro - Whitney Houston lança seu terceiro álbum: I'm Your Baby Tonight, gerando dois #1's consecutivos, I'm Your Baby Tonight e All the Man That I Need. O álbum vendeu 12 milhões de cópias em todo o mundo.
- 13 de novembro - Lançamento da coletânea The Immaculate Collection, de Madonna: é a coletánea mais vendida da história, com mais de 30 milhões de cópias.

### Singles
- Em 16 de janeiro, o Depeche Mode lança o single Enjoy the Silence, o single mais bem-sucedido da banda.
- Em 14 de fevereiro, o Red Hot Chili Peppers lança um single que era do lado b de Mother's Milk como trilha sonora do filme Pretty Woman: Show Me Your Soul.
- Em agosto, foi lançado o single Groove Is in the Heart, do Deee-Lite.
- Em 10 de setembro, foi lançado o single Crazy, de Seal.
- Em 11 de setembro, o Jesus Jones lança o single Right here, right now, que faria sucesso mundial.

### Shows
- 18 a 21 de janeiro - É realizado, em São Paulo, o Festival Hollywood Rock.
- 13 de abril - Tem início a Blond Ambition Tour, a terceira turnê mundial da cantora Madonna, faturando 65,7 milhões de dólares estadunidenses, e sendo a turnê mais bem-sucedida de 1990.
- 21 de abril - O ex-beatle Paul McCartney se apresenta pela primeira vez no Brasil em um show histórico no Maracanã, no Rio de Janeiro, e reúne um público recorde no estádio, 184 mil pessoas, batendo, assim, o recorde de Frank Sinatra de 150 mil pessoas.
- 21 de julho - Show de comemoração da queda do Muro de Berlim feito pelo ex-líder da banda Pink Floyd, Roger Waters (a banda fizera, em 1979, um álbum, The Wall, que obteve mais de 30 milhões de exemplares vendidos, falando sobre o Muro, o que ele representava e o que ele causou nas famílias).

## Nascimentos
| Data            | Nome               | Profissão                           | Nacionalidade        | Observações | Ref |
| --------------- | ------------------ | ----------------------------------- | -------------------- | ----------- | --- |
| 10 de janeiro   | Nicolas Jaar       | músico e compositor                 | Chile Estados Unidos |             |     |
| 22 de janeiro   | Logic              | rapper e compositor                 | Estados Unidos       |             |     |
| 28 de janeiro   | Bemti              | cantor, compositor e instrumentista | Brasil               |             |     |
| 28 de janeiro   | Ichiko Aoba        | cantora e compositora               | Japão                |             |     |
| 1 de fevereiro  | Laura Marling      | cantora e compositora               | Reino Unido          |             |     |
| 2 de fevereiro  | María Clara Alonso | atriz, cantora e apresentadora      | Argentina            |             |     |
| 3 de fevereiro  | Sean Kingston      | cantor                              | Estados Unidos       |             |     |
| 7 de fevereiro  | Anna Abreu         | cantora                             | Finlândia            |             |     |
| 9 de fevereiro  | Zé Neto            | cantor                              | Brasil               |             |     |
| 10 de fevereiro | Sooyoung           | cantora e Atriz                     | Coreia do Sul        |             |     |
| 16 de fevereiro | The Weeknd         | cantor                              | Canadá               |             |     |
| 20 de fevereiro | Alemán             | rapper                              | México               |             |     |
| 8 de março      | Kristinia DeBarge  | cantora                             | Estados Unidos       |             |     |
| 9 de março      | Aretuza Lovi       | cantor e drag queen                 | Brasil               |             |     |
| 9 de março      | YG                 | rapper                              | Estados Unidos       |             |     |
| 17 de março     | Alice Caymmi       | cantora                             | Brasil               |             |     |
| 17 de março     | Hozier             | cantor e músico                     | Irlanda              |             |     |
| 26 de Março     | Xiumin             | cantor e ator                       | Coreia do Sul        |             |     |
| 27 de março     | Kimbra             | cantora                             | Nova Zelândia        |             |     |
| 29 de Março     | Fivio Foreign      | rapper                              | Estados Unidos       |             |     |
| 2 de abril      | Roscoe Dash        | rapper e compositor                 | Estados Unidos       |             |     |
| 8 de Abril      | Jonghyun           | cantor, compositor e produtor       | Coreia do Sul        | m. 2017     |     |
| 10 de Abril     | Maren Morris       | cantora, compositora e produtora    | Estados Unidos       |             |     |
| 20 de abril     | Lu Han             | cantor e ator                       | China                |             |     |
| 21 de abril     | Nadya Dorofeeva    | cantora                             | Ucrânia              |             |     |
| 22 de abril     | Machine Gun Kelly  | cantor                              | Estados Unidos       |             |     |
| 28 de abril     | Israel Novaes      | cantor                              | Brasil               |             |     |
| 30 de Maio      | Yoona              | cantora e atriz                     | Coreia do Sul        |             |     |
| 7 de junho      | Iggy Azalea        | rapper                              | Austrália            |             |     |
| 14 de junho     | Caio Mesquita      | Saxofonista                         | Brasil               |             |     |
| 16 de junho     | John Newman        | cantor e músico                     | Reino Unido          |             |     |
| 16 de junho     | Ilkin Dovlatov     | cantor                              | Azerbaijão           |             |     |
| 20 de junho     | Iselin Solheim     | cantora e compositora               | Noruega              |             |     |
| 11 de julho     | Israel Salazar     | Cantor e compositor                 | Brasil               |             |     |
| 16 de julho     | James Maslow       | ator e cantor                       | Estados Unidos       |             |     |
| 18 de julho     | Linn da Quebrada   | cantora, compositora e atriz        | Brasil               |             |     |
| 23 de julho     | Dagny              | cantora e compositora               | Noruega              |             |     |
| 24 de julho     | Daveigh Chase      | atriz e cantora                     | Estados Unidos       |             |     |
| 28 de julho     | Soulja Boy         | cantor                              | Estados Unidos       |             |     |
| 8 de agosto     | Rina Sawayama      | cantora e compositora               | Reino Unido Japão    |             |     |
| 15 de agosto    | BloodPop           | produtor, musicista e compositor    | Estados Unidos       |             |     |
| 21 de agosto    | Amanda Wicthoff    | cantora                             | Brasil               |             |     |
| 23 de agosto    | A. G. Cook         | cantor e produtor                   | Reino Unido          |             |     |
| 3 de setembro   | IZA                | cantora, compositora, dançarina     | Brasil               |             |     |
| 27 de setembro  | Mitski             | cantora e compositora               | Estados Unidos Japão |             |     |
| 18 de Outubro   | Gabriel Diniz      | cantor e compositor                 | Brasil               | m. 2019     |     |
| 25 de Outubro   | Fiuk               | ator e cantor                       | Brasil               |             |     |
| 2 de novembro   | Kendall Schmidt    | ator e cantor                       | Estados Unidos       |             |     |
| 8 de novembro   | Kris Wu            | rapper, cantor, ator, modelo.       | China                |             |     |
| 13 de novembro  | Priscila Senna     | cantora e compositora               | Brasil               |             |     |
| 24 de novembro  | Tom Odell          | cantor                              | Reino Unido          |             |     |
| 26 de novembro  | Rita Ora           | cantora                             | Reino Unido          |             |     |
| 27 de novembro  | Blackbear          | rapper e compositor                 | Estados Unidos       |             |     |
| 29 de novembro  | Diego Boneta       | ator e cantor                       | México               |             |     |
| 11 de dezembro  | Hyolyn             | cantora                             | Coreia do Sul        |             |     |
| 16 de dezembro  | Yasmin Lucas       | cantora                             | Brasil               |             |     |
| 20 de dezembro  | JoJo               | atriz e cantora                     | Estados Unidos       |             |     |
| 26 de dezembro  | Jon Bellion        | cantor, compositor e produtor       | Estados Unidos       |             |     |
| 26 de dezembro  | Illenium           | DJ e produtor músical               | Estados Unidos       |             |     |
| 28 de dezembro  | David Archuleta    | cantor                              | Estados Unidos       |             |     |

## Mortes
| Data           | Nome               | Profissão                                | Nacionalidade   | Observações | Ref |
| -------------- | ------------------ | ---------------------------------------- | --------------- | ----------- | --- |
| 8 de fevereiro | Del Shannon        | cantor e compositor                      | Estados Unidos  | n. 1934     |     |
| 18 de março    | Zacarias           | humorista                                | Brasil          | n. 1934     |     |
| 3 de abril     | Sarah Vaughan      | cantora                                  | Estados Unidos  | n. 1924     |     |
| 25 de abril    | Dexter Gordon      | músico                                   | Estados Unidos  | n. 1923     |     |
| 16 de maio     | Sammy Davis, Jr.   | ator, cantor e dançarino                 | Estados Unidos  | n. 1925     |     |
| 7 de julho     | Cazuza             | cantor e compositor                      | Brasil          | n. 1958     |     |
| 15 de agosto   | Viktor Tsoi        | cantor compositor e guitarrista          | União Soviética | n. 1962     |     |
| 17 de agosto   | Pearl Bailey       | actriz e cantora                         | Estados Unidos  | n. 1918     |     |
| 27 de agosto   | Stevie Ray Vaughan | guitarrista                              | Estados Unidos  | n. 1954     |     |
| 6 de setembro  | Tom Fogerty        | cantor compositor e guitarrista          | Estados Unidos  | n. 1943     |     |
| 14 de outubro  | Leonard Bernstein  | maestro e compositor                     | Estados Unidos  | n. 1918     |     |
| 2 de dezembro  | Aaron Copland      | compositor                               | Estados Unidos  | n. 1900     |     |
| 29 de dezembro | Paulo Tapajós      | cantor, compositor, produtor, radialista | Brasil          | n. 1913     |     |